# Kola (polotok)
Kola (rusko Ко́льский полуо́стров, Kol'skij poluostrov; laponsko Guoládatnjárga) je polotok na skrajnem severozahodu Rusije, ki ga na severu obliva Barentsovo morje, na vzhodu in jugu pa Belo morje. Na zahodu ga omejuje nižavje, ki poteka od Kolskega zaliva (fjorda) in doline reke Kola na severu, prek jezera Imandra ter doline reke Nive do njenega izliva v Kandalakšski zaliv Belega morja na jugu. Površina znaša približno 100.000 km² in predstavlja vzhodni del Murmanske oblasti, ene od enot v upravni delitvi Rusije.
Predstavlja »peto« Skandinavskega polotoka, nasproti štrlin, ki predstavljajo ozemlje Norveške, Švedske in Finske. Ob severni obali se razprostira vzhodni del Skandinavskega gorovja, zato je gorata in močno razčlenjena, medtem ko je južni del nižinski in raven, posledica ledeniškega preoblikovanja med ledenimi dobami. Planota iz granita in gnajsa v notranjosti je posejana z množico manjših in večjih jezer. Skoraj celoten polotok leži znotraj arktičnega kroga, zato je podnebje hladno, površje predstavljata tundra na severu in tajga na jugu. Vendar pa severno obalo obliva razmeroma topel Severnoatlantski tok, zato je morje v tem delu vse leto nezaledenelo. Tudi zime so dolge, a ne ostre, permafrost pa je omejen na najvzhodnejši del polotoka.
Najpomembnejše naselje je Murmansk, glavno mesto Murmanske oblasti, ki stoji v Kolskem zalivu blizu severne obale. Kot edino pristanišče, ki daje Rusiji neposreden dostop do Atlantskega oceana skozi vse leto, ima izjemen strateški pomen. Severna obala Kole je zato eno najbolj militariziranih območij na svetu; tu stoji osrednje oporišče Severnomorske flote z več kot polovico ruskih jedrskih podmornic. Zveza NATO ima na drugi strani meje številne sisteme za zgodnje opozarjanje. Poleg tega je območje pomembno kot industrijsko središče za kopanje in predelavo rudnih bogastev polotoka, predvsem apatita, aluminija, niklja, železa, sljude, magnetita idr., v zadnjem času pa poteka tudi aktiven razvoj kapacitet za črpanje nafte in zemeljskega plina na kopnem in Barentsovi polici pred severno obalo.
Kljub temu regija vse od razpada Sovjetske zveze leta 1991 nazaduje, zato vlada revščina. Ruske oblasti zaradi vojaškega pomena omejujejo dostop in potovanje po polotoku. Jedrska elektrarna Kola, ki proizvaja več kot polovico električne energije v regiji, velja za eno najnevarnejših na svetu in tudi večina od 155 jedrskih podmornic, ki so ostale od obdobja hladne vojne, zdaj ni v plovnem stanju, mnoge so celo v preslabem stanju za varno razgradnjo. Še pomembnejša dediščina hladne vojne so jedrski odpadki; po eni od ocen naj bi bili v Barentsovem morju pred obalo odloženi dve tretjini vseh jedrskih odpadkov na svetu. Zaradi tega in zaradi obremenjenosti z žveplovim dioksidom ter težkimi kovinami, ki jih izpuščajo industrijski obrati, velja severozahodna obala Kole za enega najbolj onesnaženih delov Arktike.
Notranjost ostaja razmeroma nedotaknjena. Avtohtoni prebivalci pripadajo pol-nomadskim Samijem in Komijem, ki gojijo severne jelene. Do začetka 20. stoletja je štel ves polotok le nekaj tisoč prebivalcev, po prihodu Sovjetov pa je hitra rast prebivalstva trajala vse do razpada Sovjetske zveze, a je ostala omejena na industrijska središča.